# Trifolium lupinaster
Trifolium lupinaster L., 1753 è una pianta erbacea appartenente alla famiglia delle Fabacee.